# 3号爱达荷州州道

3号爱达荷州州道（英語：Idaho State Highway 3，SH-3）是美国爱达荷州北部爱达荷狭地的一条南北走向的州级公路，全长117.68英里（189.39），南起內茲珀斯縣县治刘易斯顿东侧的斯波爾丁接12号美国国道（US-12），北至库特内县的科達蓮东侧接95號州際公路（I-95），其中迪里至博維爾段与8号爱达荷州州道共线，整体上相当于95号美国国道（US-95）东侧的一条平行复线。